# Barra de Tecoanapa
Barra de Tecoanapa är en ort i Mexiko.   Den ligger i kommunen Marquelia och delstaten Guerrero, i den södra delen av landet, 300 km söder om huvudstaden Mexico City. Barra de Tecoanapa ligger 6 meter över havet och antalet invånare är 1 162.
Terrängen runt Barra de Tecoanapa är huvudsakligen platt, men åt nordost är den kuperad. Havet är nära Barra de Tecoanapa åt sydväst. Runt Barra de Tecoanapa är det glesbefolkat, med 8 invånare per kvadratkilometer. Närmaste större samhälle är Marquelia, 12,2 km nordväst om Barra de Tecoanapa. Omgivningarna runt Barra de Tecoanapa är en mosaik av jordbruksmark och naturlig växtlighet.